# 東山 (福井市)
東山（ひがしやま）は、福井県福井市東部にある標高178mの山。
山頂付近には車で行ける展望台や公園があり福井平野を一望できる。福井市中心部の八幡山と並んで市内有数の夜景スポットである。また山全体に遊歩道が整備されている。

## 施設
- 東山運動公園
- 東山墓地
- クリーンセンター